# 加利尼涅茨
加利尼涅茨（羅馬化：Kalininets）是俄罗斯莫斯科州的市级镇，属州辖市纳罗福明斯克市（城市区），地处莫斯科州中西部，在区行政中心纳罗-福明斯克东北、州府莫斯科西南方。其东北侧有A107公路（莫斯科小环公路）经过，南部有小河布特尼亚河（Бутыня，属莫斯科河流域）流过。镇内设有铁路车站。
2006年设市级镇，此前为镇，属于农村聚居地。该地2021年人口有24,237人，2002年人口23,873人。